# Val de Chaise
Val de Chaise község Franciaország Auvergne-Rhône-Alpes régiójában, Haute-Savoie megyében. Új községként 2016. január 1-jén jött létre Marlens és Cons-Sainte-Colombe község egyesítésével. A két korábbi település delegált község státusszal az új község része lett. A korábbi községek egyesülésekor az új község lélekszáma 1277 fő volt. Lakosainak száma 1401 fő (2022. január 1.).

## Népesség
| Lakosok száma | 1363 | 1373 | 1383 | 1387 | 1390 | 1401 |
|               | 2017 | 2018 | 2019 | 2020 | 2021 | 2022 |